# Unterfeldbrecht
Unterfeldbrecht ist ein Gemeindeteil des Marktes Neuhof an der Zenn im Landkreis Neustadt an der Aisch-Bad Windsheim (Mittelfranken, Bayern). Unterfeldbrecht liegt in der Gemarkung Oberfeldbrecht.

## Geografie
Durch das Dorf fließt der Leitenbach, ein rechter Zufluss der Zenn. Im Südosten liegt das Flurgebiet Steinach, 0,75 km südöstlich liegt das Oberholz, 0,5 km südlich das Schenkenholz und 0,5 km südwestlich der Lerchengraben. Gemeindeverbindungsstraßen führen nach Oberfeldbrecht zur Staatsstraße 2255 (1,1 km westlich), nach Neuhof zur Kreisstraße NEA 10 (1,8 km nördlich) und zur Staatsstraße 2245 (2,5 km südöstlich).

## Geschichte
Der Ort wurde 1312 als „Niedern-Veltgebreche“ erstmals urkundlich erwähnt. Das Kloster Heilsbronn erwarb dort insgesamt 14 Anwesen, von denen neun während des Dreißigjährigen Krieges verödeten.
Gegen Ende des 18. Jahrhunderts gab es in Unterfeldbrecht 16 Anwesen. Das Hochgericht übte das brandenburg-bayreuthische Stadtvogteiamt Markt Erlbach aus. Die Dorf- und Gemeindeherrschaft hatte das Kastenamt Neuhof. Alle Anwesen hatten das Fürstentum Bayreuth als Grundherrn (Kastenamt Neuhof: 1 Hof, 5 Halbhöfe, 6 Güter, 1 Gütlein, 1 Haus, 1 Gemeindehirtenhaus; Kastenamt Dietenhofen: 1 Gut).
Von 1797 bis 1810 unterstand der Ort dem Justizamt Markt Erlbach und Kammeramt Neuhof. Im Rahmen des Gemeindeedikts wurde Unterfeldbrecht dem 1811 gebildeten Steuerdistrikt Neuhof an der Zenn und der 1813 gegründeten Ruralgemeinde Oberfeldbrecht zugeordnet. Mit dem Zweiten Gemeindeedikt (1818) entstand die Ruralgemeinde Unterfeldbrecht. Bereits am 9. November 1824 wurde es wieder nach Oberfeldbrecht eingemeindet. Am 1. Januar 1972 wurde Unterfeldbrecht im Zuge der Gebietsreform in Bayern nach Neuhof an der Zenn eingemeindet.

### Ehemalige Baudenkmäler
- Haus Nr. 2. eingeschossiges Wohnstallhaus des 18. Jahrhunderts; Stall neu, Wohnteil in Fachwerk, im zweigeschossigen Giebel ⅔ hohe Fußstreben und eine rundbogige Aufzugsluke[9]
- Haus Nr. 9: Gemeindehaus; eingeschossiges Halbwalmdachhaus erste Hälfte des 19. Jahrhunderts, verzahnte Eckquader, Türmchen aus konstruktivem Fachwerk, Pyramidendach, Fahne bezeichnet „1950“.[9]

### Einwohnerentwicklung
| Jahr      | 001818 | 001840 | 001861 | 001871 | 001885 | 001900 | 001925 | 001950 | 001961 | 001970 | 001987 | 002017 |
| Einwohner | 179    | 156    | 144    | 130    | 134    | 109    | 119    | 158    | 111    | 104    | 86     | 83     |
| Häuser    | 23     | 24     |        |        | 26     | 24     | 24     | 23     | 24     |        | 22     |        |
| Quelle    | [ 11 ] | [ 12 ] | [ 13 ] | [ 14 ] | [ 15 ] | [ 16 ] | [ 17 ] | [ 18 ] | [ 19 ] | [ 20 ] | [ 21 ] | [ 1 ]  |

## Religion
Der Ort ist seit der Reformation evangelisch-lutherisch geprägt und gehört zur Kirchengemeinde St. Maria und Georg (Oberfeldbrecht), die nach St. Thomas (Neuhof an der Zenn) gepfarrt ist. Die Katholiken gehören zur Kirchengemeinde Maria Namen (Markt Erlbach), die ursprünglich eine Filiale von St. Michael (Wilhermsdorf) war und seit 2019 eine Filiale von St. Johannis Enthauptung (Neustadt an der Aisch) ist.